# Ястребель (Берёзовский район)
Ястребель (бел. Ястрабель) — деревня в Берёзовском районе Брестской области Белоруссии. Население — 217 человек (2019).

## Этимология
Получила свое название по легенде о заблудшем страннике, который искал себе жилье и оказавшись в лесах, построил себе дом. Однажды, прогуливаясь по тем же лесам, он заметил неизвестную птицу на ели, которая уж очень ему понравилась, далее странник выбрался в город и всё таки узнал, что за дивная птица повстречалась ему на пути. Ею оказался ястреб. Тогда странник объединил два слова «ястреб» и «ель» и решил основать на этом месте населённый пункт.

## История
В конце XVI века известна под названием Ястребль как шляхетское имение в Берестейском повете. В 1678 году принадлежало витебскому стольнику Андрею Урсину, который завещал его в пользу монастыря картезианцев Картуз-Берёзы.
После третьего раздела Речи Посполитой (1795) в составе Российской Империи. 3 марта 1863 года селяне деревни отказались исполнять инвентарные повинности и объявили о неподчинении властям, часть селян была арестована и помещена в Пружанскую тюрьму. В 1864 году известна под названием Ястребель, в Черняковской волости Пружанского уезда Гродненской губернии. С 1915 года оккупирована германскими войсками, с 1919 года до июля 1920 года и с августа 1920 года — войсками Польши (в июле временно установлена советская власть).
Согласно Рижскому мирному договору (1921), вошла в состав гмины Черняково Полесского воеводства межвоенной Польши. С 1926 года в гмине гмине Междулесье, с 1932 года в Сигневичской.
С 1939 года в составе БССР. С 1940 года в Сигневичском сельсовете. В период 1941—1944 годов оккупирован немецко-фашистскими захватчиками. Погибли пять жителей деревни, на фронтах Великой Отечественной войны погибли 13 односельчан.

## Инфраструктура
В деревне находятся : клуб и библиотека, ФАП, Белпочта, предприятие ОАО «Винец», магазин от «Березовского РайПО», а также магазин от ОАО «Винец». Также в деревне когда-то работала «Ястребельская БШ», но в 2011 году была закрыта, сейчас здание пустует. Когда-то в деревне работала баня, которая тоже уже закрыта и находится в разработке под другим владельцем.

## Население
| Численность населения (по годам) | Численность населения (по годам) | Численность населения (по годам) | Численность населения (по годам) | Численность населения (по годам) | Численность населения (по годам) | Численность населения (по годам) | Численность населения (по годам) | Численность населения (по годам) |
| 1897                             | 1905                             | 1940                             | 1959                             | 1970                             | 1999                             | 2005                             | 2009                             | 2019                             |
| -------------------------------- | -------------------------------- | -------------------------------- | -------------------------------- | -------------------------------- | -------------------------------- | -------------------------------- | -------------------------------- | -------------------------------- |
| 471                              | ↗495                             | ↗541                             | ↘386                             | ↗456                             | ↗464                             | ↘443                             | ↘344                             | ↘217                             |

## Достопримечательности
- Памятник землякам. Для увековечения памяти 13 советских воинов и партизан, погибших в годы Великой Отечественной войны. В 1985 году установлена стела[3].